# 交換 (法学)
法学における交換（こうかん）または交換契約（こうかんけいやく）とは、当事者が互いに金銭の所有権以外の財産権を移転することを内容とする契約で、日本では典型契約とされている（民法586条）。交換は贈与や売買と同じく権利移転型契約（譲渡契約）に分類される。交換契約の法的性質は諾成・有償・双務契約であるが、ローマ法の下では要物契約であったとされる。
売買とは異なり民法上の交換は相互に金銭以外の財産権を移転の対象とする（民法586条1項）。講学上、これを狭義の交換とし、売買契約など広く財産権の移転を内容とする取引一般を指して広義の交換と概念づけることもある。
貨幣経済の発達により財産権を移転させることを内容とする契約の中心は売買契約に取って代わられた結果、交換契約は現代社会では売買契約に比べてその意義は小さなものとなっている。ただ、歴史的にみると交換という形態は商品経済の発達以前から存在し、その中で貨幣経済の発達によって物に対する貨幣の交換が分化し独立したものが売買契約であると理解されている。
交換の具体例としては、土地改良法の交換分合（土地改良法97条）がある。
当事者の一方が他の権利とともに金銭の所有権を移転することを約した場合の金銭については売買の代金に関する規定が準用される（民法586条2項）。この金銭を「補足金」という。
なお、両替は当事者間で移転する対象がともに金銭であることから売買とは異なり（売買では買主側のみが金銭を支払い、売主側は金銭以外の財産権を移転する）、また、交換とも異なるが（交換では当事者双方ともに金銭の所有権以外の財産権が対象となる）、その性質から両者の中間形態の混合契約あるいは無名契約とされる。